# Lechytia dentata
Lechytia dentata es una especie de arácnido del orden Pseudoscorpionida de la familia Lechytiidae.

## Distribución geográfica
Se encuentra en la República del Congo.